# Tre studi per figure ai piedi di una crocifissione
Tre studi per figure ai piedi di una Crocifissione (Titolo originale: Three Studies for Figures at the Base of a Crucifixion) è un trittico del 1944 dipinto da Francis Bacon. Eseguito nel 1944, è conservato alla Tate Britain di Londra.